# Une de la cavalerie
Pour plus de détails, voir Fiche technique et Distribution.
Une de la cavalerie est un film français réalisé par Maurice Cammage et sorti en 1938.

## Fiche technique
- Titre : Une de la cavalerie
- Réalisation : Maurice Cammage assisté de Raoul André
- Scénario : Jean Rioux
- Adaptation : Jean Kolb
- Décor : Robert Dumesnil
- Photographie : Willy-Gricha, Jean-Paul Goreaud, Jean Lallier
- Son : Jean Dubuis
- Musique : Casimir Oberfeld, Jean Manse
- Société de production :  Films B.G.
- Société de distribution : Les Films Albert Lauzin
- Pays :   France
- Format : Noir et blanc - 1,37:1 - 35 mm - Son mono
- Genre :  Comédie
- Durée : 85 minutes
- Date de sortie : 
  - France - 13 avril 1938
- Affiche : Roger Cartier (France)

## Distribution
- Frédéric Duvallès : Vigoulette
- Suzanne Dehelly : Léonie Vigoulette
- Félix Oudart
- Marguerite Templey :  	Maryse
- Mady Berry : La cantinière
- Jean Bouzanquet
- Andrée Champeaux
- Henri Contet
- Pierre Darteuil : L'adjudant
- Jean Dax
- Jacques Derives
- Jean Dunot
- Gustave Gallet
- Paul Grail
- Philippe Hersent : de Mareuil
- René Lacourt